# Oak Bay (Columbia Británica)
Oak Bay es un municipio distrital canadiense situado en la provincia de Columbia Británica.

## Superficie
Oak Bay tiene una superficie de 10,52 km².

## Demografía
En 2021, tenía 17 990 habitantes, una densidad poblacional de 1710,1 hab./km², y 8168 viviendas.